# San Francisco, Mulegé
San Francisco är en ort i Mexiko.   Den ligger i kommunen Mulegé och delstaten Baja California Sur, i den västra delen av landet, 1 700 km nordväst om huvudstaden Mexico City. San Francisco ligger 72 meter över havet och antalet invånare är 2 152.
Terrängen runt San Francisco är platt.  Trakten runt San Francisco är nära nog obefolkad, med mindre än två invånare per kvadratkilometer. Närmaste större samhälle är Villa Alberto Andrés Alvarado Arámburo, 3,4 km öster om San Francisco. Omgivningarna runt San Francisco är i huvudsak ett öppet busklandskap.